# Hífen
O hífen é um sinal gráfico de pontuação do tipo diacrítico, usado para:
- Ligar os elementos de palavras compostas (couve‐flor; ex‐presidente)
- Unir pronomes átonos a verbos (ofereceram‐me; vê‐lo‐ei).
- Fazer a translineação de palavras (dividir uma palavra entre linhas), isto é, no fim de uma linha separar uma palavra em duas partes (ca‐/sa; compa‐/nheiro).
- Unir os valores extremos de uma série, como números (1-10), letras (A-Z) ou outras, indicando ausência de intervalos na enumeração. Entretanto, o uso correto em tal pretexto seria a meia-risca (Ferrovia Cabo–Cairo).

## Tipografia
O hífen tipográfico é bastante curto, ‐. Entretanto, o uso de fontes de máquinas de escrever e computador monoespaçadas, assim como a conveniência na digitação, levou à difusão do hífen‐menos indiferenciado, -.

## Não confundir
O hífen não possui a mesma função que a meia-risca, do travessão e a da subtração.
- A meia‐risca, maior, serve para ligar elementos em série (ex.: 1997 – 2006, ou A – Z, ou Lisboa – Porto).
- O travessão, muito maior, serve para indicar mudança de interlocutor e para isolar palavras ou expressões.
- O sinal de menos, menor, é usado na matemática para indicar a subtração de determinado número.

Note as diferenças:
— Travessão
– Meia‐risca
‐ Hífen
- Hífen‐menos
− Subtração
O travessão feito pelo teclado deveria ser mais usado corretamente quando o caracter "undescore" é aplicado. Para tal, faz-se uso da tecla shift em conjunto com a tecla do algarismo 6 (seis) no teclado maior. O resultado será "_" ou "__" (se preferir maior). Hoje, utiliza-se mais o "-" (hífen) do que o "_" (travessão na base da letra ou underscore).

## Uso do hífen com prefixos
Estas regras são simplificadas pelo Acordo Ortográfico de 1990.
Exemplos:
- Auto

auto-adesivo (passa a autoadesivo), auto-análise (passa a autoanálise), autobiografia, autoconfiança, autocontrole, autocrítica, autodestruição, autodidata, auto-escola (passa a autoescola), autógrafo, auto-hipnose, auto-idolatria (passa a autoidolatria), automedicação, automóvel, auto-observação, autopeça, autopiedade, autopromoção, auto-retrato (passa a autorretrato), auto-serviço (passa a autosserviço), auto-suficiente (passa a autossuficiente), auto-sustentável (passa a autossustentável), autoterapia; 
- Contra

contra-almirante, contra-ataque, contrabaixo, contraceptivo, contracheque, contradança, contradizer, contra-espião (passa a contraespião), contrafilé, contragolpe, contra-indicação (passa a contraindicação), contramão, contra-ordem (passa a contraordem), contrapartida, contrapeso, contraponto, contraproposta, contraprova, contra-reforma (passa a contrarreforma), contra-senso (passa a contrassenso), contraveneno;
- Extra

extraconjugal, extracurricular, extraditar, extra-escolar (passa a extraescolar), extragramatical, extra-hepático, extrajudicial, extra-oficial (passa a extraoficial), extrapartidário, extraterreno, extraterrestre, extratropical, extravascular. 
- Infra

infra-assinado, infracitado, infra-estrutura (passa a infraestrutura), infra-hepático, inframaxilar, infra-ocular (passa a infraocular), infra-renal (passa a infrarrenal), infra-som (passa a infrassom), infravermelho, infravioleta; 
- Intra

intra-abdominal, intracelular, intracraniano, intracutâneo, intragrupal, intra-hepático, intralinguístico, intramolecular, intramuscular, intranasal, intranet, intra-ocular (passa a intraocular), intra-racial (passa a intrarracial), intratextual, intra-uterino (passa a intrauterino), intravenoso, intrazonal; 
- Neo

neo-acadêmico (passa a neoacadêmico), neobarroco, neoclassicismo, neocolonialismo, neofascismo, neofriburguense, neo-hamburguês, neo-irlandês (passa a neoirlandês), neolatino, neoliberal, neologismo, neonatal, neonazista, neo-romântico (passa a neorromântico), neo-socialismo (passa a neossocialismo), neozelandês;
- Proto

protocolar, proto-evangelho (passa a protoevangelho), protofonia, protagonista, proto-história, protoneurônio, proto-orgânico, prototórax, protótipo, protozoário.
- Pseudo

pseudo-artista (passa a pseudoartista), pseudocientífico, pseudo-edema (passa a pseudoedema), pseudofilosofia, pseudofratura, pseudomembrana, pseudoparalisia, pseudopneumonia, pseudópode, pseudoproblema,
- Semi

semi-aberto (passa a semiaberto), semi-alfabetizado (passa a semialfabetizado), semi-árido (passa a semiárido), semibreve, semicírculo, semiconsciência, semidestruído, semideus, semi-escravidão (passa a semiescravidão), semifinal, semi-inconsciência, semi-interno, semiletrado, seminu, semi-reta (passa a semirreta), semi-selvagem (passa a semisselvagem), semitangente, semitotal, semi-úmido (passa a semiúmido), semivogal;
- Supra

supra-anal, supracitado, supra-hepático, supramencionado, suprapartidário, supra-renal (passa a suprarrenal), supra-sumo (passa a suprassumo);
- Ultra

ultra-aquecido, ultracansado, ultra-elevado (passa a ultraelevado), ultrafamoso, ultrafecundo, ultra-hiperbólico, ultrajudicial, ultraliberal, ultramarino, ultranacionalismo, ultra-oceânico (passa a ultraoceânico), ultrapassagem, ultra-radical (passa a ultrarradical), ultra-romântico (passa a ultrarromântico), ultra-sensível (passa a ultrassensível), ultra-som (passa a ultrassom), ultra-sonografia (passa a ultrassonografia), ultravírus.
- Ante

antebraço, antecâmara, antedatar, antediluviano, antegozo, ante-histórico, antemeridiano, anteontem, antepasto, antepenúltimo, antepor, anteposição, anteprojeto, ante-sala (passa a antessala), antever, antevéspera;
- Anti

antiácido, antiaderente, antiaéreo, antialérgico, anticlerical, anticoagulante, anticonstitucional, anticonvulsivo, anticorpo, antidemocrático, antiderrapante, antiético, anti-higiênico, anti-histórico, antiidade (passa a anti-idade), antiinflamatório (passa a anti-inflamatório), antipedagógico, anti-rábico (passa a antirrábico), anti-semita (passa a antissemita), anti-social (passa a antissocial), antitóxico;
- Arqui

arquicélebre, arquidiocese, arquiduque, arquiepiscopal, arquiinimigo (passa a arqui-inimigo), arquiirmandade (passa a arqui-irmandade), arquimosteiro, arqui-rival (passa a arquirrival), arqui-sistema (passa a arquissistema);
- Sobre

sobreaviso, sobrecapa, sobrecarga, sobrecostura, sobredito, sobreedificar (passa a sobre-edificar), sobre-humano, sobreloja, sobrenatural, sobrepor, sobre-saia (passa a sobressaia), sobretaxa, sobrevir, sobrevoar.
Nota linguística: siglas, quando unidas a um afixo (isto é, prefixo ou sufixo), devem conter necessariamente hífen: anti-UE, pré-OEA, pró-LGBT, LGBT-fobia etc..